# Макс Тонетто
Макс Тонетто (італ. Max Tonetto, нар. 18 листопада 1974, Трієст, Італія) — італійський футболіст, що грав на позиції захисника.
Дворазовий володар Кубка Італії. Володар Суперкубка Італії з футболу.

## Клубна кар'єра
У дорослому футболі дебютував 1991 року виступами за команду клубу «Сан Джованні Трієсте», в якій провів один сезон, взявши участь у 13 матчах чемпіонату.
Згодом з 1992 по 2006 рік грав у складі команд клубів «Реджяна», «Фано», «Равенна», «Емполі», «Мілан», «Болонья», «Лечче» та «Сампдорія».
2006 року перейшов до клубу «Рома», за який відіграв чотири сезони. Більшість часу, проведеного у складі «Роми», був основним гравцем захисту команди. За цей час двічі виборював титул володаря кубка Італії, ставав володарем Суперкубка Італії з футболу. Завершив кар'єру футболіста виступами за команду «Рома» у 2010 році.

## Виступи за збірну
2007 року провів один матч у складі національної збірної Італії.
| Дата     | Місто    | Господарі         | Результат | Гості  | Турнір            | Голи | Примітки |
| -------- | -------- | ----------------- | --------- | ------ | ----------------- | ---- | -------- |
| 2-6-2007 | Торсгавн | Фарерські острови | 1 – 2     | Італія | Відбір до ЧЄ 2008 | -    |          |
| Усього   |          | Матчів            | 1         |        | Голів             | 0    |          |

## Досягнення
- Володар кубка Італії:

«Рома»: 2006–2007, 2007–2008
- Володар Суперкубка Італії з футболу:

«Рома»: 2007